# Мартинсон, Герберт Генрихович
Герберт Генрихович Мартинсон (12 (25) августа 1911, Санкт-Петербург — 1997) — советский палеонтолог, стратиграф, исследователь Центральной Азии, специалист по пресноводным двустворчатым и брюхоногим моллюскам мезозоя и кайнозоя СССР, Монголии и Китая, доктор геолого-минералогических наук, профессор, почетный член Русского географического общества, Палеонтологического (1980) и Малакологического обществ. Является основоположником научной школы палеолимнологии в СССР.

## Биография
Герберт Генрихович Мартинсон родился 12 августа 1911 года в Санкт-Петербурге в семье служащего лютеранской общины.
В 1929 году окончил среднюю школу и работал чернорабочим на железной дороге, потом чертежником на металлическом заводе имени И. В. Сталина.
В 1934 году начал научную деятельность. Герберт Генрихович Мартинсон поступил в ленинградскую лабораторию Байкальской лимнологической станции АН СССР и стал работать под непосредственным руководством Глеба Верещагина, основоположника отечественной лимнологии. В это же время он был зачислен на заочное отделение биологического факультета ЛГУ.
В 1937 году Герберта Генриховича Мартинсона переводят на должность младшего научного сотрудника. В этот период научной деятельности он специализируется по пресноводным губкам, под руководством зоолога Петра Дмитриевича Резвого (1887—1963). Обрабатывает донные отложения Байкала, определяет ископаемые губки из третичных и четвертичных отложений Прибайкалья. В 1936, 1938, 1939 1940, 1941, 1948 гг. Мартинсон публикует ряд статей по изучению состава донных осадков Байкала, изучая в них фрагменты скелета (спикулы губок).
В 1940 году Герберт Генрихович Мартинсон начал исследовать ископаемых пресноводных моллюсков Прибайкалья и Забайкалья. Результаты этих работ опубликованы в журналах Академии Наук СССР и в Трудах (том X) Байкальской лимнологической станции.
В 1942—1946 гг. Герберт Генрихович был мобилизован на военное строительство № 235 системы ГУЛАГ в городе Канск Красноярского края. После демобилизации он возвратился в ленинградскую лабораторию Байкальской лимнологической станции и одновременно восстановился на биологический факультет ЛГУ, который закончил в 1948 году.
В 1950 году Герберт Генрихович Мартинсон защитил кандидатскую диссертацию на тему «Третичная фауна моллюсков Восточного Прибайкалья». В последующие годы Герберт Генрихович Мартинсон исследовал ископаемых пресноводных моллюсков всего Забайкалья, Витимского нагорья, бассейна Лены и других районов Восточной Сибири. Под руководством академика Дмитрия Наливкина, Герберт Генрихович Мартинсон окончательно перешёл на палеонтологические работы по ископаемым пресноводным моллюскам древних континентальных отложений в бассейнах Восточной Сибири.
В 1957 году Герберт Генрихович Мартинсон защитил докторскую диссертацию в Ленинградском университете на тему «Мезозойские и кайнозойские моллюски континентальных отложений Сибирской платформы, Забайкалья и Монголии (биостратиграфия, систематика, тафономия)». В 1961 году Герберт Генрихович Мартинсон опубликовал в Трудах (XIX том) Байкальской лимнологической станции монографию «Мезозойские и кайнозойские моллюски континентальных отложений Сибирской платформы, Забайкалья и Монголии». Монография явилась первой сводкой по ископаемым пресноводным моллюскам Азии и была удостоена премии президиума АН СССР.
В 1959 году Герберт Генрихович Мартинсон организовал и возглавил первую в Советском Союзе лабораторию палеолимнологии в Лимнологическом институте СО АН СССР (в посёлке Листвянка Иркутской области). В октябре 1959 года Госкомитет по экономическим связям с заграницей командирует Мартинсона в Китай для оказания научно-технической помощи. Герберт Генрихович Мартинсон обнаружил в Китае много родов и видов ископаемых моллюсков, описанных им из Сибири, Забайкалье и Монголии, что способствовало уточнению возраста и корреляции континентальных
отложений.
В 1961 году Герберт Генрихович Мартинсон перешёл на работу в Геологический музей имени А. П. Карпинского АН СССР. В 1963 году решением президиума АН СССР Геологический музей был ликвидирован, а его сотрудники были переведены в Лабораторию геологии докембрия АН СССР (ЛАГЕД АН). Герберт Генрихович был назначен заведующим отделом монографических коллекций, а позднее — заведующим лабораторией континентальных образований, проводившей комплексные исследования слабо изученных групп ископаемой лимнической фауны в Средней Азии, Казахстане и Монголии, где широко развиты озёрные осадки мезозоя и кайнозоя.
С 1967 по 1977 гг. Герберт Генрихович принимал участие в работах совместных Советско-Монгольских геологической и палеонтологической экспедиций. Он внёс большой вклад в изучение систематики пресноводных моллюсков мезозоя, биостратиграфии и корреляции континентальных отложений Монголии.
В 1972 году по инициативе Герберта Мартинсона лаборатория континентальных образований была переведена в Институт озероведения АН СССР, где Герберт Мартинсон создал сектор палеолимнологии, а также организовал и возглавил палеолимнологическую комиссию в Географическом обществе СССР.
Герберт Генрихович Мартинсон считается основоположником палеолимнологии в СССР, занимался изучением эволюции озёрных экосистем начиная с палеозоя. Результатом этих исследований явилась многотомная серия коллективных монографий «История озёр», охватывающая эволюцию озёр территории бывшего СССР от палеозоя. Герберт Генрихович Мартинсон был одним из инициаторов издания этой серии, редактором и соавтором ряда её томов.
Герберт Генрихович Мартинсон описал более 100 новых таксонов двустворчатых и брюхоногих моллюсков мезозоя и кайнозоя, разработал систематику наиболее распространенных среди них групп — унионид и тригониоидид (Trigonioididae), выявил рубежи их развития и связи с эволюцией континентальных бассейнов, в которых они обитали.
Герберт Генрихович Мартинсон — автор научно-популярных книг об исследованиях в Сибири, Средней Азии, Монголии и Китае.
Супруга Генриха Генриховича — лимнолог И. К. Вилисова, специалист Байкальской лимнологической станции АН СССР. Имел дочь Татьяну.

## Память
В рамках межинститутского научного семинара 27 октября 2017 года в Байкальском музее Иркутского научного центра Сибирского отделения Российской академии наук (БМ ИНЦ СО РАН) в посёлке Листвянка Иркутской области, посвящённого 105-летию со дня рождения Герберта Генриховича Мартинсона, была проведена научная сессия, презентация второго издания монографии Мартинсона «В поисках древних озёр Азии», выставка, посвящённая исследованиям Мартинсона, где впервые были представлены редкие публикации и документы из архива его семьи.

## Сочинения
- Определитель мезозойских и кайнозойских пресноводных моллюсков Восточной Сибири / Акад. наук СССР. Восточно-сиб. филиал. Байкальская лимнол. станция. — М. ; Л.: Изд-во Акад. Наук СССР, 1956. — 91 с.
- В поисках предков фауны Байкала. — М.: Изд-во Акад. наук СССР, 1959. — 112 с. — (Научно-популярная серия/ Акад. наук СССР).
- Мезозойские и кайнозойские моллюски континентальных отложений Сибирской платформы, Забайкалья и Монголии. — М. ; Л.: Изд-во Акад. наук СССР, 1961. — 332 с. — (Труды Байкальской лимнологической станции/ Акад. наук СССР. Сиб. отд-ние. Вост.-Сиб. филиал; 19).
- Следы исчезнувших озер в Азии. — М.: Наука, 1968. — 120 с.
- Загадки пустыни Гоби. — Л.: Наука. Ленингр. отд-ние, 1974. — 124 с. — (Научно-популярная серия/ АН СССР).
- Позднемеловые моллюски Монголии : (систематика, стратиграфия, тафономия) / редкол.: Л. А. Невесская (гл. ред.) и др. — М.: Наука, 1982. — 82 с. — (Труды / Совмест. сов.-монг. палеонтол. экспедиция. Вып. 17).
- В поисках древних озер Азии / АН СССР. — Л.: Наука : Ленингр. отд-ние, 1989. — 155 с. — (Человек и окружающая среда). — ISBN 5-02-024633-6.
- Что мы знаем о динозаврах?. — Л.: Недра : Ленингр. отд-ние, 1990. — 93 с. — ISBN 5-247-01373-5.